# 淡村镇
淡村镇是中华人民共和国陕西省渭南市富平县下辖的一个乡镇级行政单位。中共领导人习仲勋出生于淡村习家庄。

## 行政区划
淡村镇下辖以下地区：
淡村、瓦窑村、古西村、中和村、荆川村、荆塬村、都村、石桥村、东盘村、西盘村、禾塬村、亭子村、竹园村、张王村、肖郭村、湾渡村、教场村、解放村和南社村。